# Paix de Toruń
Pour le second traité de Thorn (1466), voir Traité de Thorn.
La paix de Toruń (1411), ou première paix de Thorn, ou premier traité de Thorn, est un traité de paix signé le 1er février 1411 à Thorn entre l'union de Pologne-Lituanie et l'ordre Teutonique mettant fin à la guerre entre l'union de Pologne-Lituanie et l'ordre Teutonique (1409-1411).
L'État teutonique renonce à ses prétentions sur la province lituanienne de Samogitie pour la durée du règne du roi de Pologne Ladislas II Jagellon (Władysław Jagiełło, en polonais) et du grand-duc de Lituanie Vitold le Grand (du moins en théorie), le roi Ladislas en profite pour christianiser par le feu et par le sang les derniers païens de Samogitie. La Pologne obtient le territoire de Dobrzyn (Ziemia Dobrzyńska, en polonais) et son allié de Mazovie obtient le territoire de Wkra (Ziemia Zawkrzańska). En revanche, la Pomérélie et les possessions prussiennes prises par le roi de Pologne à l'été 1410 sont rendues à l'Ordre.
En outre, après la bataille de Grunwald, le roi polonais retient captifs environ quatorze mille membres de l'ordre Teutonique et leurs mercenaires polonais, allemands ou prussiens. Les sergents et mercenaires sont libérés, mais il exige une rançon élevée pour chacun des chevaliers. En outre, les chevaliers ont dû donner un certain nombre d'armes aux Polonais et la promesse qu'ils ne lèveraient plus jamais leurs armes contre la couronne polonaise. Finalement, en signant le traité de paix, le roi polonais accepte de libérer tous les captifs en échange d'une somme équivalant à environ vingt tonnes d'argent pur (cinquante mille florins d'or).

Possessions des chevaliers teutoniques en 1410.

L'ordre Teutonique parvient à payer les deux premiers versements. Cependant, ceci s'est avéré un problème énorme pour le trésor de l'Ordre, car il était pratiquement vide à ce moment-là. Pour payer les deux versements restants, Heinrich von Plauen doit recourir à une imposition très élevée (1,75 % du trésor des villes prussiennes). En outre, tout l'or et l'argent des églises et châteaux de l'État sont confisqués et transportés à Marienbourg, pour être monnayés. Plauen doit aussi emprunter aux rois de France et d'Angleterre, aux négociants de Paris, au maire de Londres, aux villes de Rīga, Gand, Hambourg, Brême, Amsterdam, Anvers et Leyde. Même si les conditions de paix sont finalement relativement raisonnables, les Polonais et les Lituaniens n'exigeant que de petits territoires, le règlement de paix ruine l'ordre pour les siècles à venir et celui-ci ne s'en est jamais remis.